# 二拍

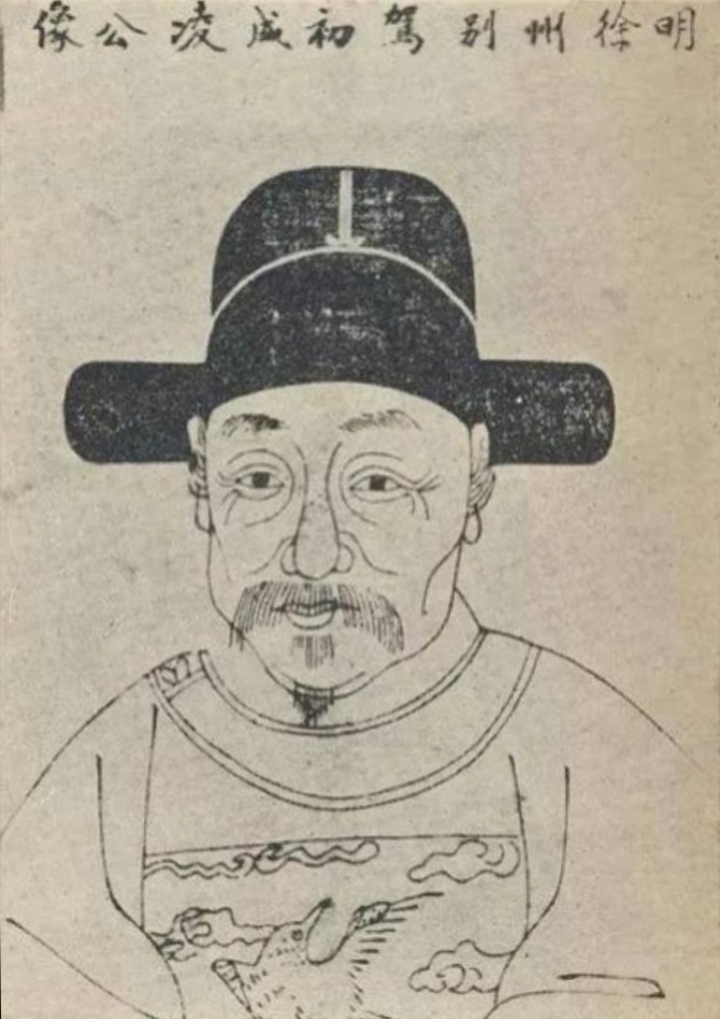
作者凌濛初像

“二拍”即《初刻拍案惊奇》、《二刻拍案惊奇》的合称，刊于明代崇祯年间，作者是凌濛初。是继三言之后最有影响的古代白话小说集， 和三言合称“三言二拍”。
《初刻拍案驚奇》與《二刻拍案驚奇》各四十卷，共計八十卷；內有一卷重複、一卷為雜劇，故實為七十八卷。内容多取材于古往今来的奇闻轶事，内容涉及商人活动（如“转运汉遇巧洞庭红”、“叠居奇程客得助”等篇）、婚姻爱情（如“李将军错认舅”、“满少卿饥附饱”等篇）。
抱甕老人（真名不詳）鑒於三言二拍卷帙浩繁，不易購得，且良莠不齊，故選出其中佳作四十篇編成《今古奇觀》，大獲讀者的歡迎。